# Malabariska
Malabariska kallades först genom ett misstag av portugisiska kolonister det dravidiska tamilspråket på indiska halvöns östra kust (d.v.s. Koromandelkusten), och man finner i viss äldre litteratur (Friedrich Max Müller o.a.) detta vilseledande namn. 
Ibland, och riktigare, används benämningen malabariska om det på västra kusten (Malabarkusten) talade dravidiska språk, vars inhemska namn är malayalam.